# Ocotea imazensis
Ocotea imazensis är en lagerväxtart som beskrevs av Van der Werff. Ocotea imazensis ingår i släktet Ocotea och familjen lagerväxter. Inga underarter finns listade i Catalogue of Life.